# 1359
Portal Geschichte | Portal Biografien | Aktuelle Ereignisse | Jahreskalender | Tagesartikel

◄ |
13. Jahrhundert |
14. Jahrhundert
| 15. Jahrhundert | ►

◄ |
1320er |
1330er |
1340er |
1350er
| 1360er | 1370er | 1380er | ►

◄◄ |
◄ |
1355 |
1356 |
1357 |
1358 |
1359
| 1360 | 1361 | 1362 | 1363 | ► | ►►
Staatsoberhäupter  · Nekrolog
| Januar | Januar | Januar | Januar | Januar | Januar | Januar | Januar |
| Kw     | Mo     | Di     | Mi     | Do     | Fr     | Sa     | So     |
| 1      |        | 1      | 2      | 3      | 4      | 5      | 6      |
| 2      | 7      | 8      | 9      | 10     | 11     | 12     | 13     |
| 3      | 14     | 15     | 16     | 17     | 18     | 19     | 20     |
| 4      | 21     | 22     | 23     | 24     | 25     | 26     | 27     |
| 5      | 28     | 29     | 30     | 31     |        |        |        |
| ------ | ------ | ------ | ------ | ------ | ------ | ------ | ------ |

| Februar | Februar | Februar | Februar | Februar | Februar | Februar | Februar |
| Kw      | Mo      | Di      | Mi      | Do      | Fr      | Sa      | So      |
| 5       |         |         |         |         | 1       | 2       | 3       |
| 6       | 4       | 5       | 6       | 7       | 8       | 9       | 10      |
| 7       | 11      | 12      | 13      | 14      | 15      | 16      | 17      |
| 8       | 18      | 19      | 20      | 21      | 22      | 23      | 24      |
| 9       | 25      | 26      | 27      | 28      |         |         |         |
| ------- | ------- | ------- | ------- | ------- | ------- | ------- | ------- |

| März | März | März | März | März | März | März | März |
| Kw   | Mo   | Di   | Mi   | Do   | Fr   | Sa   | So   |
| 9    |      |      |      |      | 1    | 2    | 3    |
| 10   | 4    | 5    | 6    | 7    | 8    | 9    | 10   |
| 11   | 11   | 12   | 13   | 14   | 15   | 16   | 17   |
| 12   | 18   | 19   | 20   | 21   | 22   | 23   | 24   |
| 13   | 25   | 26   | 27   | 28   | 29   | 30   | 31   |
| ---- | ---- | ---- | ---- | ---- | ---- | ---- | ---- |

| April | April | April | April | April | April | April | April |
| Kw    | Mo    | Di    | Mi    | Do    | Fr    | Sa    | So    |
| 14    | 1     | 2     | 3     | 4     | 5     | 6     | 7     |
| 15    | 8     | 9     | 10    | 11    | 12    | 13    | 14    |
| 16    | 15    | 16    | 17    | 18    | 19    | 20    | 21    |
| 17    | 22    | 23    | 24    | 25    | 26    | 27    | 28    |
| 18    | 29    | 30    |       |       |       |       |       |
| ----- | ----- | ----- | ----- | ----- | ----- | ----- | ----- |

| Mai | Mai | Mai | Mai | Mai | Mai | Mai | Mai |
| Kw  | Mo  | Di  | Mi  | Do  | Fr  | Sa  | So  |
| 18  |     |     | 1   | 2   | 3   | 4   | 5   |
| 19  | 6   | 7   | 8   | 9   | 10  | 11  | 12  |
| 20  | 13  | 14  | 15  | 16  | 17  | 18  | 19  |
| 21  | 20  | 21  | 22  | 23  | 24  | 25  | 26  |
| 22  | 27  | 28  | 29  | 30  | 31  |     |     |
| --- | --- | --- | --- | --- | --- | --- | --- |

| Juni | Juni | Juni | Juni | Juni | Juni | Juni | Juni |
| Kw   | Mo   | Di   | Mi   | Do   | Fr   | Sa   | So   |
| 22   |      |      |      |      |      | 1    | 2    |
| 23   | 3    | 4    | 5    | 6    | 7    | 8    | 9    |
| 24   | 10   | 11   | 12   | 13   | 14   | 15   | 16   |
| 25   | 17   | 18   | 19   | 20   | 21   | 22   | 23   |
| 26   | 24   | 25   | 26   | 27   | 28   | 29   | 30   |
| ---- | ---- | ---- | ---- | ---- | ---- | ---- | ---- |

| Juli | Juli | Juli | Juli | Juli | Juli | Juli | Juli |
| Kw   | Mo   | Di   | Mi   | Do   | Fr   | Sa   | So   |
| 27   | 1    | 2    | 3    | 4    | 5    | 6    | 7    |
| 28   | 8    | 9    | 10   | 11   | 12   | 13   | 14   |
| 29   | 15   | 16   | 17   | 18   | 19   | 20   | 21   |
| 30   | 22   | 23   | 24   | 25   | 26   | 27   | 28   |
| 31   | 29   | 30   | 31   |      |      |      |      |
| ---- | ---- | ---- | ---- | ---- | ---- | ---- | ---- |

| August | August | August | August | August | August | August | August |
| Kw     | Mo     | Di     | Mi     | Do     | Fr     | Sa     | So     |
| 31     |        |        |        | 1      | 2      | 3      | 4      |
| 32     | 5      | 6      | 7      | 8      | 9      | 10     | 11     |
| 33     | 12     | 13     | 14     | 15     | 16     | 17     | 18     |
| 34     | 19     | 20     | 21     | 22     | 23     | 24     | 25     |
| 35     | 26     | 27     | 28     | 29     | 30     | 31     |        |
| ------ | ------ | ------ | ------ | ------ | ------ | ------ | ------ |

| September | September | September | September | September | September | September | September |
| Kw        | Mo        | Di        | Mi        | Do        | Fr        | Sa        | So        |
| 35        |           |           |           |           |           |           | 1         |
| 36        | 2         | 3         | 4         | 5         | 6         | 7         | 8         |
| 37        | 9         | 10        | 11        | 12        | 13        | 14        | 15        |
| 38        | 16        | 17        | 18        | 19        | 20        | 21        | 22        |
| 39        | 23        | 24        | 25        | 26        | 27        | 28        | 29        |
| 40        | 30        |           |           |           |           |           |           |
| --------- | --------- | --------- | --------- | --------- | --------- | --------- | --------- |

| Oktober | Oktober | Oktober | Oktober | Oktober | Oktober | Oktober | Oktober |
| Kw      | Mo      | Di      | Mi      | Do      | Fr      | Sa      | So      |
| 40      |         | 1       | 2       | 3       | 4       | 5       | 6       |
| 41      | 7       | 8       | 9       | 10      | 11      | 12      | 13      |
| 42      | 14      | 15      | 16      | 17      | 18      | 19      | 20      |
| 43      | 21      | 22      | 23      | 24      | 25      | 26      | 27      |
| 44      | 28      | 29      | 30      | 31      |         |         |         |
| ------- | ------- | ------- | ------- | ------- | ------- | ------- | ------- |

| November | November | November | November | November | November | November | November |
| Kw       | Mo       | Di       | Mi       | Do       | Fr       | Sa       | So       |
| 44       |          |          |          |          | 1        | 2        | 3        |
| 45       | 4        | 5        | 6        | 7        | 8        | 9        | 10       |
| 46       | 11       | 12       | 13       | 14       | 15       | 16       | 17       |
| 47       | 18       | 19       | 20       | 21       | 22       | 23       | 24       |
| 48       | 25       | 26       | 27       | 28       | 29       | 30       |          |
| -------- | -------- | -------- | -------- | -------- | -------- | -------- | -------- |

| Dezember | Dezember | Dezember | Dezember | Dezember | Dezember | Dezember | Dezember |
| Kw       | Mo       | Di       | Mi       | Do       | Fr       | Sa       | So       |
| 48       |          |          |          |          |          |          | 1        |
| 49       | 2        | 3        | 4        | 5        | 6        | 7        | 8        |
| 50       | 9        | 10       | 11       | 12       | 13       | 14       | 15       |
| 51       | 16       | 17       | 18       | 19       | 20       | 21       | 22       |
| 52       | 23       | 24       | 25       | 26       | 27       | 28       | 29       |
| 1        | 30       | 31       |          |          |          |          |          |
| -------- | -------- | -------- | -------- | -------- | -------- | -------- | -------- |

| Januar | Januar | Januar | Januar | Januar | Januar | Januar | Januar |
| Kw     | Mo     | Di     | Mi     | Do     | Fr     | Sa     | So     |
| 1      |        | 1      | 2      | 3      | 4      | 5      | 6      |
| 2      | 7      | 8      | 9      | 10     | 11     | 12     | 13     |
| 3      | 14     | 15     | 16     | 17     | 18     | 19     | 20     |
| 4      | 21     | 22     | 23     | 24     | 25     | 26     | 27     |
| 5      | 28     | 29     | 30     | 31     |        |        |        |
| ------ | ------ | ------ | ------ | ------ | ------ | ------ | ------ |

| Februar | Februar | Februar | Februar | Februar | Februar | Februar | Februar |
| Kw      | Mo      | Di      | Mi      | Do      | Fr      | Sa      | So      |
| 5       |         |         |         |         | 1       | 2       | 3       |
| 6       | 4       | 5       | 6       | 7       | 8       | 9       | 10      |
| 7       | 11      | 12      | 13      | 14      | 15      | 16      | 17      |
| 8       | 18      | 19      | 20      | 21      | 22      | 23      | 24      |
| 9       | 25      | 26      | 27      | 28      |         |         |         |
| ------- | ------- | ------- | ------- | ------- | ------- | ------- | ------- |

| März | März | März | März | März | März | März | März |
| Kw   | Mo   | Di   | Mi   | Do   | Fr   | Sa   | So   |
| 9    |      |      |      |      | 1    | 2    | 3    |
| 10   | 4    | 5    | 6    | 7    | 8    | 9    | 10   |
| 11   | 11   | 12   | 13   | 14   | 15   | 16   | 17   |
| 12   | 18   | 19   | 20   | 21   | 22   | 23   | 24   |
| 13   | 25   | 26   | 27   | 28   | 29   | 30   | 31   |
| ---- | ---- | ---- | ---- | ---- | ---- | ---- | ---- |

| April | April | April | April | April | April | April | April |
| Kw    | Mo    | Di    | Mi    | Do    | Fr    | Sa    | So    |
| 14    | 1     | 2     | 3     | 4     | 5     | 6     | 7     |
| 15    | 8     | 9     | 10    | 11    | 12    | 13    | 14    |
| 16    | 15    | 16    | 17    | 18    | 19    | 20    | 21    |
| 17    | 22    | 23    | 24    | 25    | 26    | 27    | 28    |
| 18    | 29    | 30    |       |       |       |       |       |
| ----- | ----- | ----- | ----- | ----- | ----- | ----- | ----- |

| Mai | Mai | Mai | Mai | Mai | Mai | Mai | Mai |
| Kw  | Mo  | Di  | Mi  | Do  | Fr  | Sa  | So  |
| 18  |     |     | 1   | 2   | 3   | 4   | 5   |
| 19  | 6   | 7   | 8   | 9   | 10  | 11  | 12  |
| 20  | 13  | 14  | 15  | 16  | 17  | 18  | 19  |
| 21  | 20  | 21  | 22  | 23  | 24  | 25  | 26  |
| 22  | 27  | 28  | 29  | 30  | 31  |     |     |
| --- | --- | --- | --- | --- | --- | --- | --- |

| Juni | Juni | Juni | Juni | Juni | Juni | Juni | Juni |
| Kw   | Mo   | Di   | Mi   | Do   | Fr   | Sa   | So   |
| 22   |      |      |      |      |      | 1    | 2    |
| 23   | 3    | 4    | 5    | 6    | 7    | 8    | 9    |
| 24   | 10   | 11   | 12   | 13   | 14   | 15   | 16   |
| 25   | 17   | 18   | 19   | 20   | 21   | 22   | 23   |
| 26   | 24   | 25   | 26   | 27   | 28   | 29   | 30   |
| ---- | ---- | ---- | ---- | ---- | ---- | ---- | ---- |

| Juli | Juli | Juli | Juli | Juli | Juli | Juli | Juli |
| Kw   | Mo   | Di   | Mi   | Do   | Fr   | Sa   | So   |
| 27   | 1    | 2    | 3    | 4    | 5    | 6    | 7    |
| 28   | 8    | 9    | 10   | 11   | 12   | 13   | 14   |
| 29   | 15   | 16   | 17   | 18   | 19   | 20   | 21   |
| 30   | 22   | 23   | 24   | 25   | 26   | 27   | 28   |
| 31   | 29   | 30   | 31   |      |      |      |      |
| ---- | ---- | ---- | ---- | ---- | ---- | ---- | ---- |

| August | August | August | August | August | August | August | August |
| Kw     | Mo     | Di     | Mi     | Do     | Fr     | Sa     | So     |
| 31     |        |        |        | 1      | 2      | 3      | 4      |
| 32     | 5      | 6      | 7      | 8      | 9      | 10     | 11     |
| 33     | 12     | 13     | 14     | 15     | 16     | 17     | 18     |
| 34     | 19     | 20     | 21     | 22     | 23     | 24     | 25     |
| 35     | 26     | 27     | 28     | 29     | 30     | 31     |        |
| ------ | ------ | ------ | ------ | ------ | ------ | ------ | ------ |

| September | September | September | September | September | September | September | September |
| Kw        | Mo        | Di        | Mi        | Do        | Fr        | Sa        | So        |
| 35        |           |           |           |           |           |           | 1         |
| 36        | 2         | 3         | 4         | 5         | 6         | 7         | 8         |
| 37        | 9         | 10        | 11        | 12        | 13        | 14        | 15        |
| 38        | 16        | 17        | 18        | 19        | 20        | 21        | 22        |
| 39        | 23        | 24        | 25        | 26        | 27        | 28        | 29        |
| 40        | 30        |           |           |           |           |           |           |
| --------- | --------- | --------- | --------- | --------- | --------- | --------- | --------- |

| Oktober | Oktober | Oktober | Oktober | Oktober | Oktober | Oktober | Oktober |
| Kw      | Mo      | Di      | Mi      | Do      | Fr      | Sa      | So      |
| 40      |         | 1       | 2       | 3       | 4       | 5       | 6       |
| 41      | 7       | 8       | 9       | 10      | 11      | 12      | 13      |
| 42      | 14      | 15      | 16      | 17      | 18      | 19      | 20      |
| 43      | 21      | 22      | 23      | 24      | 25      | 26      | 27      |
| 44      | 28      | 29      | 30      | 31      |         |         |         |
| ------- | ------- | ------- | ------- | ------- | ------- | ------- | ------- |

| November | November | November | November | November | November | November | November |
| Kw       | Mo       | Di       | Mi       | Do       | Fr       | Sa       | So       |
| 44       |          |          |          |          | 1        | 2        | 3        |
| 45       | 4        | 5        | 6        | 7        | 8        | 9        | 10       |
| 46       | 11       | 12       | 13       | 14       | 15       | 16       | 17       |
| 47       | 18       | 19       | 20       | 21       | 22       | 23       | 24       |
| 48       | 25       | 26       | 27       | 28       | 29       | 30       |          |
| -------- | -------- | -------- | -------- | -------- | -------- | -------- | -------- |

| Dezember | Dezember | Dezember | Dezember | Dezember | Dezember | Dezember | Dezember |
| Kw       | Mo       | Di       | Mi       | Do       | Fr       | Sa       | So       |
| 48       |          |          |          |          |          |          | 1        |
| 49       | 2        | 3        | 4        | 5        | 6        | 7        | 8        |
| 50       | 9        | 10       | 11       | 12       | 13       | 14       | 15       |
| 51       | 16       | 17       | 18       | 19       | 20       | 21       | 22       |
| 52       | 23       | 24       | 25       | 26       | 27       | 28       | 29       |
| 1        | 30       | 31       |          |          |          |          |          |
| -------- | -------- | -------- | -------- | -------- | -------- | -------- | -------- |

## Ereignisse

### Politik und Weltgeschehen

#### Heiliges Römisches Reich

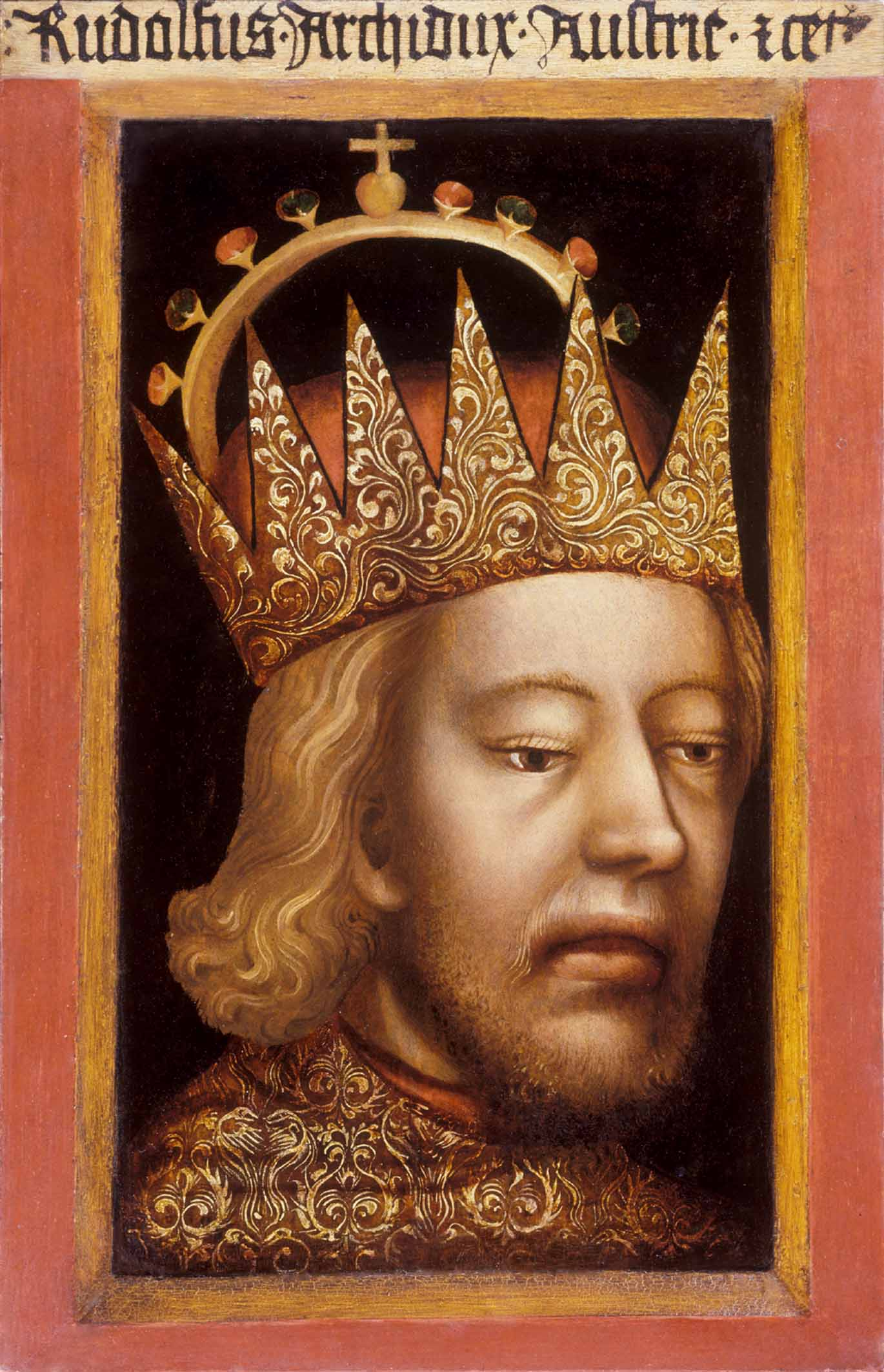
Rudolf IV. von Österreich (um 1365)

- Winter 1358/59: Rudolf IV. von Habsburg versucht kurfürstliche Rechte zu erhalten. Das von ihm zu diesem Zweck in Auftrag gegebene Privilegium Maius, das auf dem Privilegium Minus von 1156 basiert und Österreich zum Erzherzogtum erheben soll, wird jedoch von Francesco Petrarca als Fälschung entlarvt und von dem aus dem Haus Luxemburg stammenden Kaiser Karl IV. nicht anerkannt.
- 14. Dezember: Cangrande II. della Scala wird von seinem jüngeren Bruder und Mitregenten Cansignorio della Scala auf offener Straße ermordet. Letzterer teilt sich fortan die Signoria von Verona mit seinem jüngsten Bruder Paolo Alboino della Scala, den er 1365 einkerkern und 1375 hinrichten lässt.
- Pavia wird nach langer Belagerung von mailändischen Truppen der Visconti erobert.

#### Weitere Ereignisse in Europa
- Frühling oder Frühsommer: Albanische Truppen unter der Führung von Peter Losha und Gjin Bua Shpata besiegen den Despoten von Epirus, Nikephoros II. Dukas am Fluss Acheloos in Ätolien-Akarnanien vernichtend. Um eine Besatzung durch albanische Truppen abzuwenden, unterwerfen sich nach der Schlacht am Acheloos die epirotischen Städte dem byzantinischen Kaiser Simeon Uroš Palaiologos, der das verbliebene Gebiet des Despotats zwischen sich und dem Woiwoden Hlapen aufteilt; in Ioannina setzt er seinen Schwiegersohn Thomas Preljubović als Gouverneur ein.
- 21. Juni: Magnus II. von Schweden zieht nach dem Tod seines Sohnes Erik XII. die von diesem regierten Reichsteile wieder ein.
- 10. Oktober: Mit dem Tod seines Vaters Hugo IV. wird Peter I. König von Zypern.
- 13. November: Nach dem Tod Iwans II. wird sein minderjähriger Sohn Dmitri Donskoi Herrscher von Moskau und Wladimir. Die Großfürstenwürde erhält er aufgrund seiner Minderjährigkeit jedoch noch nicht.
- Als eine christliche Flotte die Stadt Málaga erobert, wird Emir Muhammad V. von Granada aus der Dynastie der Nasriden durch Abu Said gestürzt und flieht nach Marokko ins Merinidenreich. Zu seinem Nachfolger wird sein Halbbruder Ismail II. erhoben.

#### Urkundliche Ersterwähnungen
- Erste urkundliche Erwähnung von Hofs, Hofstetten bei Brienz, Känerkinden und der Burg Trůba
- Wallern wird erstmals urkundlich erwähnt.

### Gesellschaft
- Nicolaus Coci, Gefolgsmann des Fürsten von Anhalt, der wegen seiner in Kriegen oder im Frieden begangenen Sünden hofft, auf diese Weise doch noch ins Paradies zu gelangen, gründet das spätere Küchmeister- und Lietzo’sche Familienstipendium in Zerbst. Die Familienstiftung ist eine der ältesten Privatstiftungen Deutschlands.
- Der Cäcilienbrunnen in Heilbronn wird erstmals urkundlich erwähnt.

### Religion

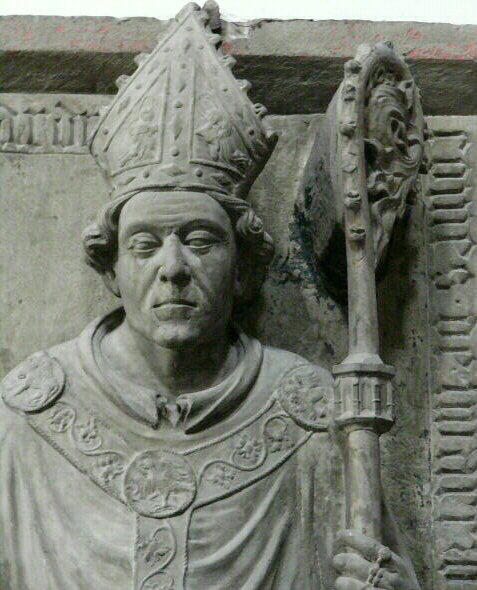
Gerhard von Schwarzburg auf seinem Epitaph im Würzburger Dom

- Nach dem Tod von Rudolf von Nebra wird Gerhard von Schwarzburg gegen den Willen des Papstes vom Domkapitel zu seinem Nachfolger als Bischof von Naumburg gewählt.
- 16. April: Dietrich Bayer von Boppard wird zum Koadjutor des aufgrund seines Alters und Gesundheitszustandes nicht mehr zur Amtsausübung fähigen Salmann Cleman ernannt. Salman stirbt wenig später und Dietrich wird am 15. Mai sein Nachfolger als Bischof von Worms.
- 15. Mai: Paul von Jägerndorf wird als Bischof von Gurk nach Würzburg transferiert und nimmt seine Diözese am 2. Juli in Besitz. Er folgt dem am 25. April gestorbenen Albert von Hohenberg im Amt. Sein Nachfolger als Bischof von Gurk wird am 16. Oktober Johann Ribi von Lenzburg.
- Nachdem er die von seinem Vorgänger Konrad von Liechtenstein errichtete Marienkapelle im Salzburger Chiemseehof, der Residenz der Bischöfe von Chiemsee, geweiht hat, stirbt Bischof Gerhoh von Waldeck vermutlich am 7. September. Sein Nachfolger Hugo von Schärfenberg stirbt ebenfalls nach nur kurzer Zeit im Amt.

## Geboren

### Geburtsdatum gesichert
- 11. Januar: Go-En’yū, japanischer Kaiser († 1393)

### Genaues Geburtsdatum unbekannt
- Bernardon de Serres, französischer Condottiere († 1413)
- Taglung Trashi Peltseg, Person des tibetischen Buddhismus († 1424)
- Peder Lykke, dänischer Erzbischof in Lund
- Niccolò da Uzzano, Politiker in der Republik Florenz († 1431)

### Geboren um 1359
- Jean III., Graf von Armagnac († 1391)

## Gestorben

### Erstes Halbjahr
- 13. Januar: Rudolf von Nebra, Bischof von Naumburg
- 17. Januar: Euphemia, Herzogin von Ratibor und Priorin der Dominikanerinnen (* 1299/1301)
- 1. März: Emich II., Graf von Nassau-Hadamar
- 25. April: Albert II. von Hohenberg, Bischof von Freising, Konstanz und Würzburg (* um 1303)
- 2. Mai: Johann I., Graf von Henneberg-Schleusingen (* 1289)
- 14. Mai: Hinrich Pape, Kaufmann, Ratsherr und Lübecker Bürgermeister
- vor dem 15. Mai: Salmann Cleman, Bischof von Worms (* kurz vor 1299)
- 21. Juni: Erik XII., König von Schweden (* 1339)

### Zweites Halbjahr
- 7. August: Takeda Nobutake, japanischer Adeliger (* 1292)
- 22. August: Elisabeth von Lobdeburg-Arnshaugk, Landgräfin von Thüringen (* 1286)
- verm. 7. September: Gerhoh von Waldeck, Bischof von Chiemsee
- 27. September: Johann III., Graf von Holstein-Kiel (* um 1297)
- 3. Oktober: Levold von Northof, Domherr zu Lüttich und Geschichtsschreiber (* 1279)
- 10. Oktober: Hugo IV., König von Zypern (* 1294)
- 25. Oktober: Beatrix von Kastilien, Königin von Portugal (* 1293)
- 27. Oktober: Heinrich von Volkach, Weihbischof in Regensburg (* um 1310)
- 10. November: Goswin von Herike, Landmeister von Livland des Deutschen Ordens

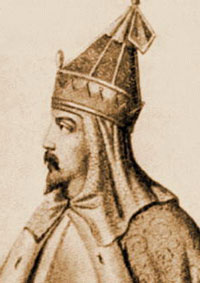
Iwan II. von Russland

- 13. November: Iwan II., der Sanfte, Großfürst von Wladimir-Moskau (* 1326)

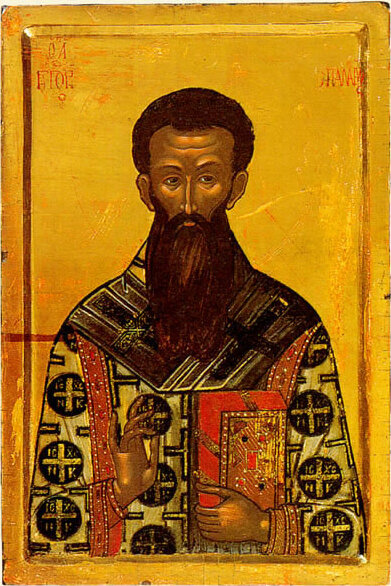
Gregorios Palamas

- 14. November: Gregorios Palamas, orthodoxer byzantinischer Theologe, Schriftsteller und Erzbischof von Thessalonike, Heiliger der östlichen Kirche
- 14. Dezember: Cangrande II. della Scala, Herr von Verona (* 1332)
- 15. Dezember: Johann I., Graf von Ziegenhain
- 25. Dezember: Beatrix von Bayern, Königin von Schweden aus dem Haus Wittelsbach (* um 1344)

### Genaues Todesdatum unbekannt
- zwischen 1. und 20. September: John Grey, englischer Adeliger, Militär und Höfling (* 1300)
- Herbst: Hugo von Schärfenberg, Bischof von Chiemsee
- Jacopo de Dondi, italienischer Arzt, Astronom und Uhrmacher (* 1293)
- Eleonore von Kastilien, Königin von Aragón (* 1307)
- Everhard von der Mark, Dompropst im Bistum Münster
- Friedrich I., Graf von Cilli (* um 1300)
- Dieter der Jüngere von Gemmingen, deutscher Adeliger
- Gerhoh von Waldeck, Bischof von Chiemsee
- Goswin von Herike, Landmeister von Livland des Deutschen Ordens
- Heinrich von Bovenden, Ritter des Deutschen Ordens (* um 1300)
- Friedrich Herter von Dußlingen, württembergischer Ritter (* 1314)
- Jeanne de Belleville, bretonische Piratin (* 1300)
- Ludolf von Kurland, deutscher Bischof von Kurland und Priester des Deutschen Ordens
- Nikephoros II. Dukas, Despot von Epirus (* um 1328)
- Siegfried II., Graf von Wittgenstein

### Gestorben um 1359
- Johannes Buridan, französischer Scholastiker (* 1304/05)
- 1359/1362: Orhan I., Sultan des Osmanischen Reiches und Begründer der Janitscharen (* 1281)